# 林德嶺
75°48′S 132°33′W / 75.800°S 132.550°W
林德嶺（英語：Lind Ridge）是南極洲的山嶺，位於瑪麗伯德地，處於科爾曼冰川南岸，屬於阿梅斯山脈的一部分，美國地質調查局根據測量和該國海軍的空中照片繪入地圖，現時由南極條約體系管理。